# Riu Pilcomayo
El riu Pilcomayo o Araguai (castellà: Río Pilcomayo; guaraní: Araguay) és un curs fluvial del centre de l'Amèrica del Sud i el principal afluent del riu Paraguai.

## Informació general
El riu neix a l'altiplà bolivià, a 3.900 msnm, travessant els territoris de l'Argentina i el Paraguai i separant les regions conegudes com a Chaco Boreal, al nord, i Chaco Central, al sud.
Després de 836 km en territori bolivià, el seu curs fa la frontera entre l'Argentina i el Paraguai, desembocant al riu Paraguai quasi davant de la ciutat argentina de Clorinda, propera a Asunción. En total té una llargada de 1.590 km.